# Rodolfo Arruabarrena
Rodolfo Martín Arruabarrena (* 20. Juli 1975 in Marcos Paz) ein argentinischer Fußballtrainer und ehemaliger Fußballspieler. Er besitzt die argentinische und die spanische Staatsbürgerschaft.

## Vereinskarriere

### Frühe Karriere
Arruabarrena hatte seinen ersten Profieinsatz 1993 bei den Boca Juniors, wo er, mit Ausnahme einer Unterbrechung von 6 Monaten bei 1996 Rosario Central, bis 2000 spielte. Mit den Boca Juniors gewann er 1998 den Apertura und 1999 den Clausura in der argentinischen Primera División und 2000 den Copa Libertadores. Insgesamt lief er 178-mal für die Boca Juniors auf und schoss dabei 11 Tore.

### Villarreal
Zur Saison 2000/01 wechselte Arruabarrena zum spanischen Erstligisten FC Villarreal. Wegen seiner Zuverlässigkeit als Abwehrspieler lief er in einigen Spielen als Mannschaftskapitän auf. Durch seine Tore in der UEFA Champions League 2005/06 bei den Glasgow Rangers und Inter Mailand sicherte er Villarreal den ersten Einzug ins Halbfinale in der Vereinsgeschichte. Mit Villarreal gewann er 2003 und 2004 den UI-Cup und spielte über 200 Begegnungen für das Team.

### AEK Athen
Am 3. Mai 2007 unterschrieb Arruabarrena einen Dreijahresvertrag bei AEK Athen.

### CA Tigre
Nach nur einer Saison in Athen wechselte er zurück in seine Heimat zu CA Tigre. Für Tigre machte Arruabarrena 69 Spiele und erzielte zwei Tore.

### CD Universidad Católica
Die letzte Station in der Karriere von Rodolfo Arruabarrena war CD Universidad Católica, wo er einen Einjahresvertrag unterschrieb. Mit Católica gewann er die Chilenische Fußballmeisterschaft. 

## Nationalmannschaft
Arruabarrena spielte von 1994 bis 2000 4 Spiele für die Argentinische Fußballnationalmannschaft. Vorher spielte er in verschiedenen argentinischen Jugendnationalmannschaften. Nach einem Freundschaftsspiel 2000 wurde Arruabarrena bis September 2006 nicht mehr für die Nationalmannschaft berufen. 2006 und 2007 wurde er bei den Freundschaftsspielen gegen Spanien und Frankreich eingesetzt.

## Trainerkarriere
Zur Saison 2010/11 wurde Arruabarrena neuer Trainer von CA Tigre. Ab dem 28. März 2013 übernahm er mit dem aus Co-Trainer Diego Markic, Gustavo Roberti und Torwarttrainer Fernando Gayoso bestehenden Trainerteam als verantwortlicher Chefcoach die sportliche Leitung beim uruguayischen Großklub Nacional Montevideo. Am 15. Dezember 2013 trat er von seinem Amt bei den Montevideanern zurück. Später trainierte er die Boca Juniors und wurde dort Ende Februar 2016 von seinen Aufgaben entbunden. Anschließend trainierte er zwei Jahre lang al-Wasl in den Vereinigten Arabischen Emiraten, ehe er kurzzeitig Cheftrainer des katarischen al-Rayyan SC war. Nach Stationen in Dubai und Ägypten wurde er 2022 Nationaltrainer der Vereinigten Arabischen Emirate.